# Johann Heinrich Dick

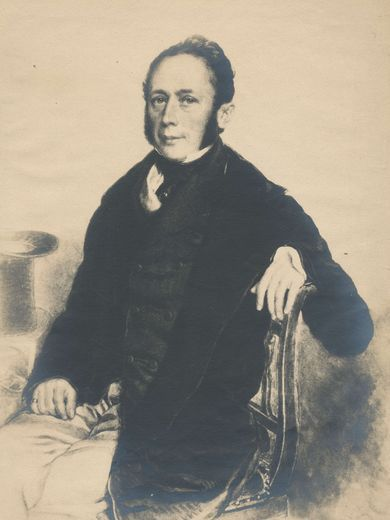
Johann Heinrich Dick (1802–1888), Bürgermeister in Offenbach am Main von 1859 bis 1867

Johann Heinrich Dick (* 2. November 1801; † 5. Juli 1888) war von 1859 bis 1867 der vorletzte ehrenamtliche Bürgermeister der Stadt Offenbach am Main. In seiner Amtszeit wurde die Stadt durch Neubaumaßnahmen nach Westen erweitert. Nach ihm ist in Offenbach eine Straße benannt.

## Leben und Wirken
Johann  Heinrich Dick wurde 1801 als Sohn des Unternehmers Johann Christoph Dick geboren, welcher Mitbegründer der Offenbacher Kutschenmanufaktur Dick  & Kirschten war. Johann Heinrich Dick übernahm vor 1843 die Leitung der Firma und wurde 1843 Mitglied des Offenbacher Gemeinderats. 
1856 verkaufte er das Unternehmen an den Fabrikanten Karl Theodor Wecker (1828–1893) und widmete sich ganz der Politik. Am 6. Mai 1859 wurde Dick durch den Großherzog Ludwig III. von Hessen-Darmstadt zum Bürgermeister der Stadt Offenbach ernannt. 
In seiner Amtszeit wurden die bis dahin gängigen Straßenbezeichnungen der Stadt mit Buchstaben durch die moderne Hausnummerierung ersetzt und die Stadt nach Westen erweitert. 1867 endete die Amtszeit Dicks als Offenbacher Bürgermeister. Er starb im Jahr 1888.